# Биоритам
Биоритам су хипотетичке цикличне варијације у нивоу активности, узбуђености, расположења и генералне ефективности јединке. На основу карте биоритмова, наводно се могу предвидети успешни, односно неуспешни дани, као и „критични“ дани за поједине послове или активности.
По сврси и методи, биоритам је типични представник псеудонауке.